# Historia de Bielorrusia
Del siglo IX hasta el XIII, Bielorrusia formó parte de la Rus de Kiev, el primer estado de los eslavos orientales.
En el siglo XIII el país fue conquistado por Lituania.
En 1385, Lituania y Polonia firmaron el pacto de unión personal, y en 1569 el pacto de unión real (un parlamento, una política interna y externa). La nobleza de Bielorrusia aceptó la lengua polaca y el catolicismo. En la ciudad de Brest (en polaco Brześć) fue firmado el pacto de unión entre la Iglesia católica y la Iglesia ortodoxa de Polonia. Fue fundada la iglesia greco-católica.
La cultura y la lengua polaca dominaron Bielorrusia hasta el siglo XVIII y en la Bielorrusia occidental hasta 1939. Las ciudades más importantes eran Minsk y Goradnia (en polaco Grodno). Minsk fue ocupada por el Imperio ruso en 1793. En 1795, el Estado polaco-lituano fue conquistado por Rusia, Austria y Prusia.
En Bielorrusia nació Adam Mickiewicz, el poeta polaco más importante. Se lo llama "el poeta de las tres nacionalidades: polaco, lituano y bielorruso.
El siglo XIX fue un periodo de desnacionalización de los bielorrusos. Los rusos destruyeron la Iglesia greco-católica.
En 1919, después de la Primera Guerra Mundial, Polonia recuperó Bielorrusia. Entretanto, después de la guerra con la Unión Soviética, perdió Minsk. Bielorrusia fue dividida por Polonia y por la Unión Soviética en 1921. En 1939 Polonia fue invadida por los alemanes y por los rusos. Los rusos se unieron a la Bielorrusia polaca, y en 1945 expulsaron a los habitantes polacos.
Bielorrusia es independiente desde 1991.

## Primeros estados
Entre los siglos IX y XII el de Principado de Pólatsk (en el norte de Bielorrusia) era el principal centro político de la región. En el sur surgió el Principado de Túrov y Pinsk, menos poderoso. 
En repetidas ocasiones Pólatsk afirmó su soberanía en relación con otros centros de la Rus de Kiev (el primer estado ruso), convirtiéndose en una capital política, la sede episcopal de la diócesis y el controlador de territorios vasallos entre los bálticos en el oeste. La Catedral de Santa Sofía de Pólatsk (1044-1066), aunque completamente reconstruida a lo largo de los años, sigue siendo un símbolo de la independencia de Pólatsk, rivalizando con las iglesias del mismo nombre, en Nóvgorod y Kiev, en referencia a la original iglesia de Santa Sofía en Constantinopla (y por lo tanto a las demandas de imperial prestigio, autoridad y soberanía). Logros culturales de la época en Pólatsk incluyen el trabajo de la monja Eufrosina de Pólatsk (1120-1173), que construyó monasterios, tradujo libros, promovió la alfabetización y patrocinó el arte (incluyendo el famoso artesano local Lazarus Bohsha, autor de la "Cruz de Eufrosina", un símbolo nacional y tesoro robado durante la Segunda Guerra Mundial), y los sermones prolíficos y originales en eslavo eclesiástico y escritos del obispo Cirilo de Turau (1130-1182).

## Gran Ducado de Lituania
En el siglo XIII, la frágil unidad de la Rus de Kiev se desintegró debido a las incursiones nómadas de Asia, que culminaron con el saqueo mongol de Kiev (1240), dejando un vacío geopolítico en la región. Los eslavos orientales se dividieron en una serie de principados independientes y rivales. Debido a la conquista militar y los matrimonios dinásticos, los principados bielorrusos fueron absorbidos por la expansión de Lituania, comenzando por el gobierno del rey Mindaugas de Lituania (1240-1263). Desde el siglo XIII al siglo XV, las tierras del Báltico y Ucrania se consolidaron en el Gran Ducado de Lituania, con su capital inicial desconocida, pero que probablemente pudo haber sido Navahrudak, Voruta, Trakai, Kernavė o Vilnius. Desde el siglo XIV, Vilnius había sido la única capital oficial del Estado.
Al ser los lituanos más pequeños en número en este estado medieval, dio a los rutenos (hoy bielorrusos, ucranianos y rusinos) un papel importante en la vida cotidiana cultural del estado. El ruteno era un lenguaje coloquial muy utilizado mientras que el lituano se utilizaba principalmente para las necesidades administrativas y diplomáticas hasta fines del siglo XVII, cuando fue sustituido finalmente por el polaco.
Este período de crisis política y reorganización también vio el surgimiento de escritos en las lenguas vernáculas locales en lugar de la litúrgica lengua eslava, marcando una nueva etapa en la evolución de la diferenciación entre los idiomas de Bielorrusia, Rusia y Ucrania.
La construcción de iglesias ortodoxas en algunas partes de la actual Bielorrusia había sido inicialmente prohibida, como fue el caso de Vítebsk en 1480. Por otro lado, la mayor unificación de la mayoritariamente ortodoxa Lituania y de la mayoritariamente católica Polonia condujo a una liberalización parcial y la solución del problema religioso. En 1511, el rey de Polonia y gran duque de Lituania Segismundo I el Viejo concedió al clero ortodoxo una autonomía que antes solo gozaba el clero católico. El privilegio se mejoró en 1531, cuando la Iglesia ortodoxa ya no era responsable ante el obispo católico y en su lugar el Metropolitano era responsable solo ante el consejo de ocho obispos ortodoxos, el Gran Duque y el Patriarca de Constantinopla. El privilegio también se extiende la jurisdicción de la jerarquía ortodoxa sobre todas las personas ortodoxas.
En tales circunstancias, la cultura rutena floreció, sobre todo en las grandes ciudades actuales de Bielorrusia. A pesar del uso legal del idioma ruteno (el predecesor de los dos idiomas modernos bielorrusos y ucranianos), que fue utilizado como lengua de cancillería en el territorio del Gran Ducado de Lituania, la literatura era prácticamente inexistente, al margen de varias crónicas. El primer libro impreso bielorruso en el alfabeto cirílico fue publicado en Praga, en 1517, por Francysk Skaryna, un representante destacado de la cultura renacentista bielorrusa. Poco después, fundó una imprenta similar en Pólatsk y comenzó un extenso trabajo de publicar las obras religiosas como la Biblia y otros. Aparte de la Biblia misma, hasta su muerte en 1551, publicó 22 libros sentando así las bases para la evolución del idioma ruteno al idioma bielorruso moderno.
Durante unos cuantos cientos de años, los antepasados de los belarussianos actuales tuvieron su participación en la creación del Gran Ducado de Lituania (con los polacos lituano y lituanos), a pesar del nombre de la mayoría de los eslavos orientales (bielorrusos).
Los bielorrusos también fueron los principales habitantes del Gran Ducado de Lituania durante República de las Dos Naciones. Fueron identificados como lituanos y parte de un estado común con Polonia.

## La Comunidad Polaco-Lituana
La Unión de Lublin de 1569 constituyó la Mancomunidad polaco-lituana como un sujeto influyente en la política europea y el estado multinacional más grande de Europa. Mientras que Ucrania y Podlaquia quedaron sujetos a la corona polaca, el actual territorio de Bielorrusia se consideraba aún como parte de Lituania. El nuevo sistema de gobierno fue dominado por la más densamente poblada Polonia, que tenía 134 representantes en el Sejm, en comparación con 46 representantes del Gran Ducado de Lituania. Sin embargo, el Gran Ducado de Lituania mantiene mucha autonomía, y se rige por un código separado de leyes llamado los Estatutos de Lituania, que codifica tanto los derechos civiles y como los de propiedad. Maguilov fue el mayor centro urbano del territorio de la actual Bielorrusia, seguido de Vítebsk, Pólatsk, Pinsk, Slutsk, y Brest, cuya población supera 10 000. Además, Vilna (Vilnius), la capital del Gran Ducado de Lituania, también tenía una población rutena significativa.
Con el tiempo, el patrón étnico no había evolucionado mucho. A lo largo de su existencia como una cultura independiente, los rutenos formaron en su mayoría la población rural, con el poder en manos de personas de etnia lituana, polaca o rusa. Al igual que en el resto de Europa Central y Oriental, la industria y el comercio estaban monopolizados principalmente por Judíos, que formaron una parte importante de la población urbana. Desde la Unión de Horodło de 1413, la nobleza local fue asimilada en el sistema de clanes tradicionales mediante el procedimiento formal de aprobación por la szlachta (nobleza polaca). Inicialmente, en su mayoría ortodoxos rutenos, con el tiempo la mayor parte de ellos se "polonizaron". Esto se ajusta a las familias magnates más importantes (Sapieha y Radziwill eran las más notables), cuya fortuna personal y las propiedades a menudo superaron a los de las familias reales y eran lo suficientemente grandes como para ser considerados un estado dentro de otro estado. Muchos de ellos fundaron sus propias ciudades y establecieron en ellas colonos de otras partes de Europa. De hecho hubo escoceses, alemanes y holandeses habitando las grandes ciudades de la zona, así como varios artistas italianos que habían sido "importados" a las tierras de la actual Bielorrusia por los magnates.
Tras la Tercera partición de Polonia en 1795, la unión entre Polonia y Lituania concluyó, y los territorios bielorrusos que formaban parte de la República de las Dos Naciones se dividieron entre la Rusia Imperial, Prusia y Austria. Los territorios bielorrusos fueron adquiridos por el Imperio ruso durante el reinado de Catalina II, y permanecieron en esa condición hasta su ocupación por el Imperio alemán durante la Primera Guerra Mundial.

## República Socialista Soviética de Bielorrusia y Segunda República Polaca

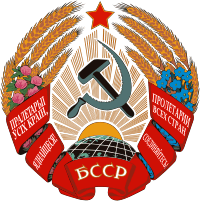
Escudo de la República Socialista Soviética de Bielorrusia.

Durante las negociaciones del Tratado de Brest-Litovsk, Bielorrusia primero declaró su independencia el 25 de marzo de 1918, hecho que dio lugar a la formación de la República Popular Bielorrusa. Los alemanes apoyaron a la nueva república, que duró aproximadamente diez meses. Poco después de la derrota de los alemanes, la nueva república cayó bajo la influencia de los bolcheviques y el Ejército Rojo y fue creada la República Socialista Soviética en 1919. Después de la ocupación rusa de la Lituania oriental y septentrional, se fusionó a Bielorrusia con los territorios antes mencionados, formando la República Socialista Soviética Lituano-Bielorrusa. Las tierras de Bielorrusia se dividieron entre Polonia y la Unión Soviética después de la Guerra Polaco-Soviética, que terminó en 1921, y la República Socialista Soviética de Bielorrusia fue recreada y se convirtió en miembro fundador de la Unión de Repúblicas Socialistas Soviéticas en 1922. Al mismo tiempo el sector oeste bielorruso siguió estando ocupado por Polonia.
Un conjunto de reformas agrícolas dio lugar a la colectivización soviética en Bielorrusia, proceso que se inició en la década de 1920. Un proceso de rápida industrialización se llevó a cabo durante la década de 1930, siguiendo el modelo soviético de planes quinquenales.
En 1939, el territorio oeste de la Bielorrusia moderna que Polonia había recibido de los soviéticos en conformidad con el Tratado de Riga dos décadas antes, se anexó a la República Socialista Soviética de Bielorrusia. El área era una parte de los territorios polacos anexionados por la Unión Soviética como resultado del Pacto Mólotov-Ribbentrop y de la invasión soviética de Polonia de 1939. La decisión fue tomada por el Soviet, que controlaba el Consejo Popular de Bielorrusia, el 28 de octubre de 1939 en Białystok.
La Alemania nazi invadió a la Unión Soviética en 1941, dando lugar a que la República Socialista Soviética de Bielorrusia fuese el primer escenario de la Operación Barbarroja. La fortaleza de Brest en Bielorrusia, al oeste del país, recibió uno de los más feroces golpes de apertura de la guerra, pero por su defensa notable ha sido recordada como un acto de heroísmo en la lucha contra la agresión alemana. Estadísticamente, Bielorrusia fue la república soviética más castigada en la guerra, ya que permaneció en manos de los nazis hasta 1944. Durante ese tiempo, los alemanes lograron destruir 209 de las 290 ciudades de la república, el 85% de la industria de la república y más de un millón de edificios.

Se estima que entre dos y tres millones de personas fueron asesinadas o murieron a causa de la guerra (alrededor de un cuarto a un tercio de la población total), mientras que la población judía de Bielorrusia fue aniquilada durante el Holocausto y nunca se recuperó. La población bielorrusa no volvió a recuperar su nivel anterior a la contienda hasta el año 1971. Después de la guerra, Bielorrusia fue oficialmente uno de los 51 países fundadores de la Carta de las Naciones Unidas en 1945. La reconstrucción posterior a la intensa guerra se inició rápidamente. Durante este tiempo, la RSS de Bielorrusia se convirtió en un importante centro de fabricación en la región occidental de la URSS y aumentaron los puestos de trabajo, lo que provocó la llegada de rusos étnicos a la República. Las fronteras de Bielorrusia y Polonia se volvieron a dibujar en un punto conocido como la Línea Curzon.
Iósif Stalin puso en práctica una política de sovietización que consistía en aislar a la RSS de Bielorrusia de influencias occidentales. Esta política incluía el envío de personas de diversas nacionalidades de la Unión Soviética para colocarlos en posiciones claves en el gobierno de la República Socialista Soviética de Bielorrusia. El uso oficial del idioma bielorruso y la gran mayoría de los aspectos culturales fueron limitados por Moscú. Después de la muerte de Stalin en 1953, su sucesor Nikita Jruschov continuó con este programa. La RSS de Bielorrusia estuvo muy expuesta a la lluvia radiactiva de la explosión de la central nuclear de Chernóbil en la vecina República Socialista Soviética de Ucrania en 1986.
En junio de 1988, en el sitio rural de Kurapaty cerca de Minsk, el arqueólogo Zianón Pazniak, líder del Partido del Frente Popular de Bielorrusia (BPF), descubrió fosas comunes que contenían unos 250.000 cuerpos de las víctimas ejecutadas entre 1937-1941. Algunos nacionalistas consideran que este descubrimiento es la prueba de que el gobierno soviético estaba tratando de borrar la cultura y el pueblo bielorrusos, haciendo que los nacionalistas bielorrusos de a poco buscaran separarse de la Unión Soviética.

## República de Belarús

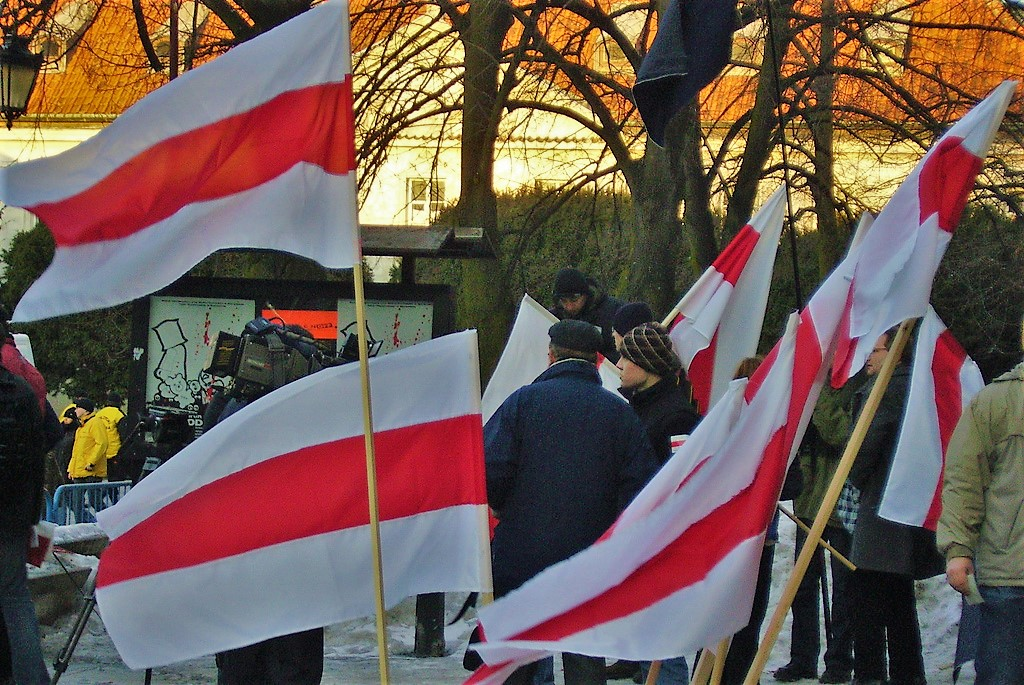
La bandera histórica de Bielorrusia, usada también entre 1991 y 1995 y posteriormente por la oposición al gobierno de Lukashenko.

Dos años más tarde, en marzo de 1990, se llevaron a cabo las elecciones para obtener escaños en el Soviet Supremo de la RSS de Bielorrusia. Aunque el Frente Popular Bielorruso Pro-Independentista consiguió solo el 10% de los escaños, el pueblo estaba contento con la selección de los delegados. Bielorrusia se declaró soberana el 27 de julio de 1990 mediante la Declaración de Soberanía de la República Socialista Soviética de Bielorrusia de la Unión Soviética (véase Desfile de Soberanías). Pero tras el intento de golpe de Estado en la Unión Soviética de agosto de 1991, el Soviet Supremo promulgó la independencia de Bielorrusia el 25 de agosto de 1991. El 19 de septiembre de 1991, la RSS de Bielorrusia pasó a denominarse República de Belarús y fueron adoptados el histórico escudo Pahonia y la histórica bandera blanca-roja-blanca de Bielorrusia como símbolos de Estado.
El 8 de diciembre de 1991, Stanislav Shushkévich, el presidente del Sóviet Supremo de Bielorrusia, se reunió con Borís Yeltsin de la RSFS de Rusia y con Leonid Kravchuk de la RSS de Ucrania, en Belavézhskaya Puscha, donde firmaron el Tratado de Belavezha mediante el cual se declaraba formalmente la disolución de la Unión Soviética y la formación de la Comunidad de Estados Independientes. La Constitución de Bielorrusia fue adoptada en marzo de 1994, en la que las funciones de primer ministro son concedidas al Presidente de Bielorrusia.
Las elecciones presidenciales de 1994 tuvieron dos rondas (24 de junio de 1994 y 10 de julio de 1994). En ellas resultó victorioso un hombre desconocido en el mundo de la política en aquel entonces Aleksandr Lukashenko, ya que ganó más del 45% de los votos en la primera vuelta y el 80% en la segunda ronda, derrotando a Viacheslav Kébich, que consiguió el 14%. Lukashenko, a pesar de verse cercado por acusaciones de violaciones de los derechos humanos, a lo que se sumó una grave crisis económica en 1998 y el boicot de la oposición a las elecciones del año 2000, fue reelegido en 2001, 2006, 2010 y en 2015.

## Enlaces externos

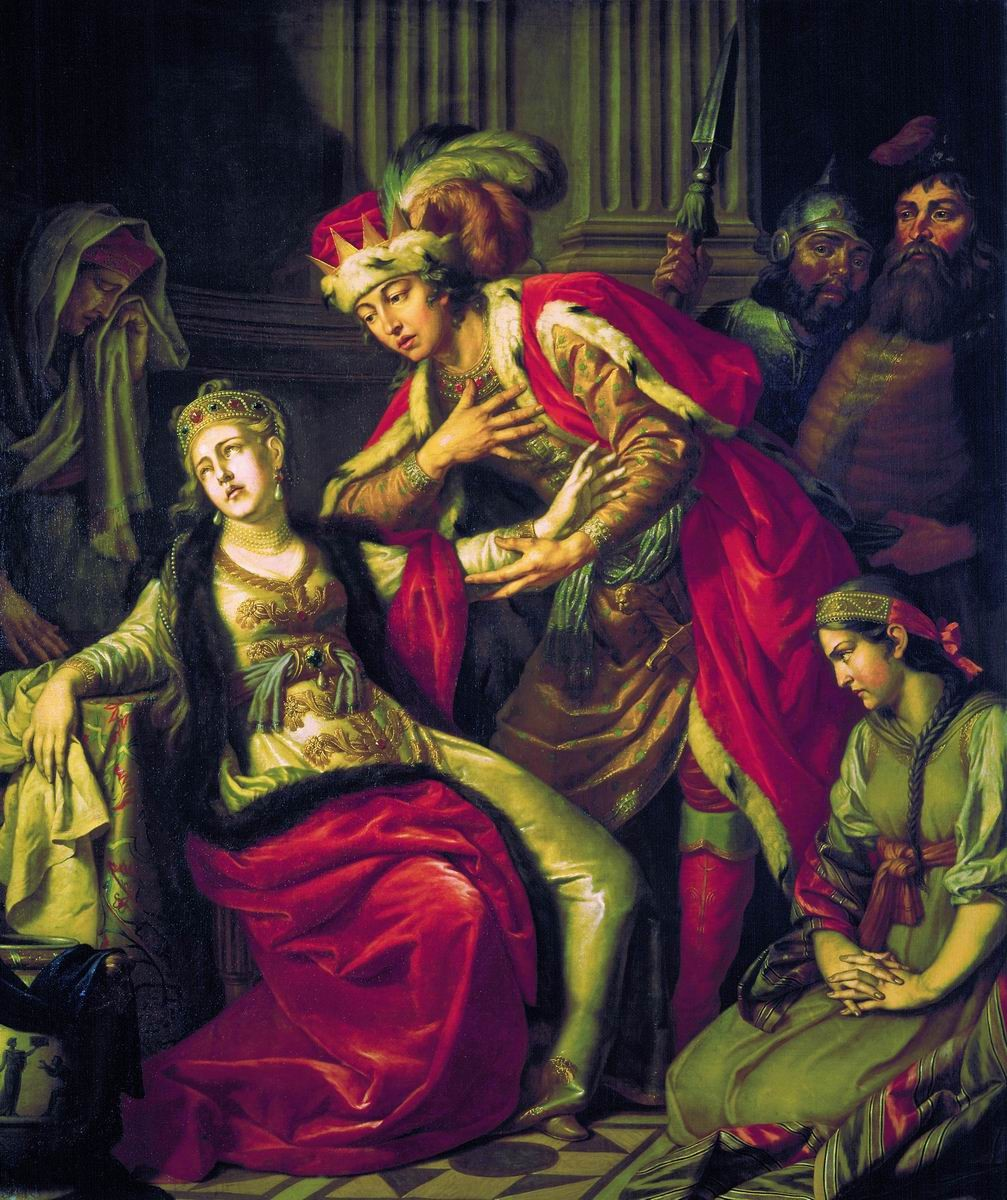
Vladimiro I de Kiev 980-1015
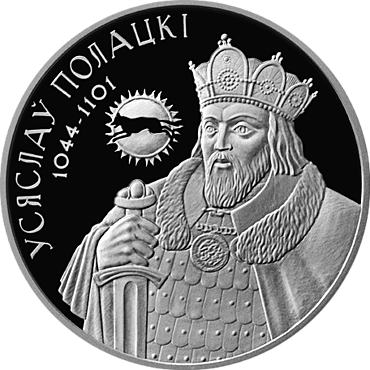
Vseslav de Pólotsk 1044-1101
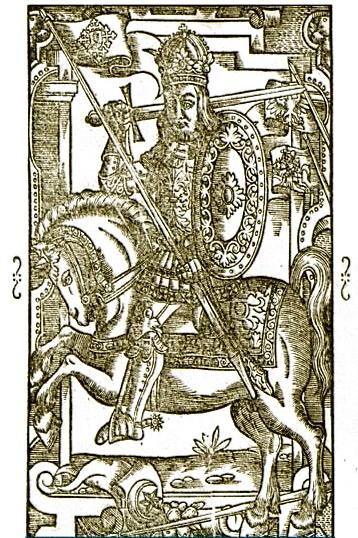
Mindaugas 1246–1254, 1254–1258
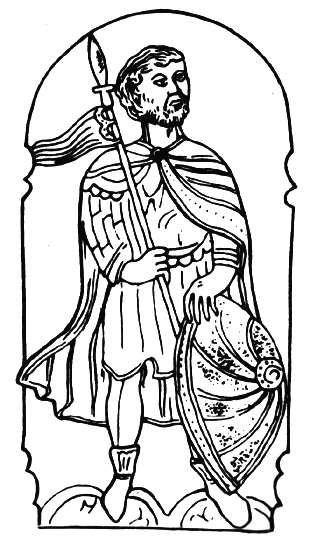
Wojszwiłk 1254, 1258–1263
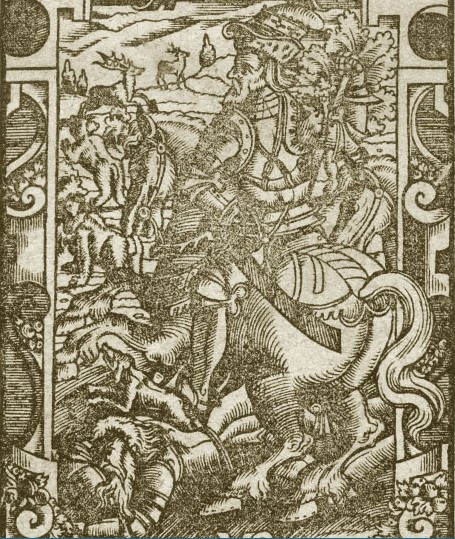
Treniota 1263–1264
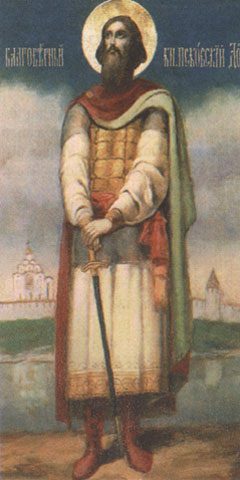
Daumantas de Pskov 1281–1285
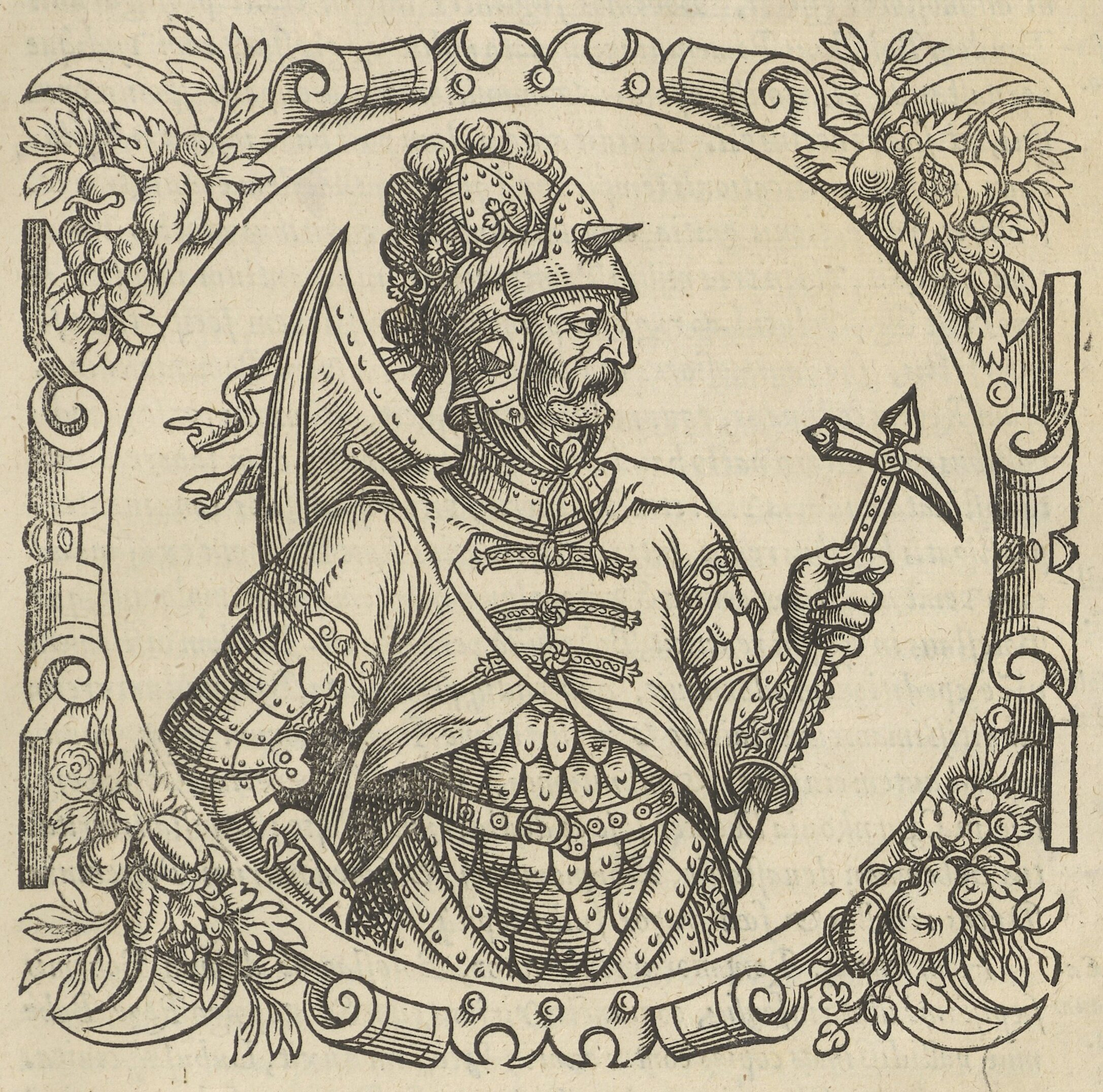
Vitenis 1293–1316
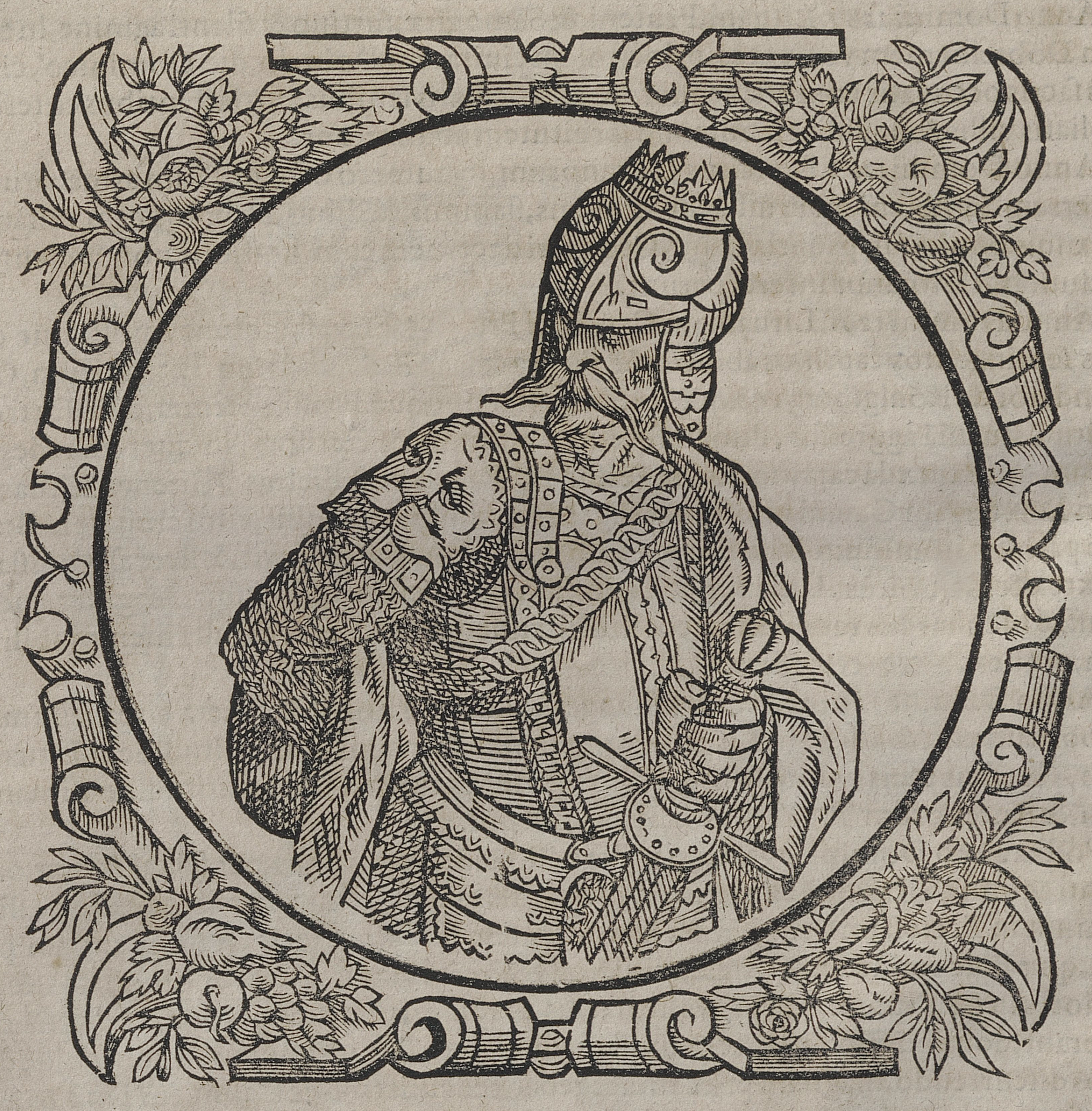
Gediminas 1316–1341
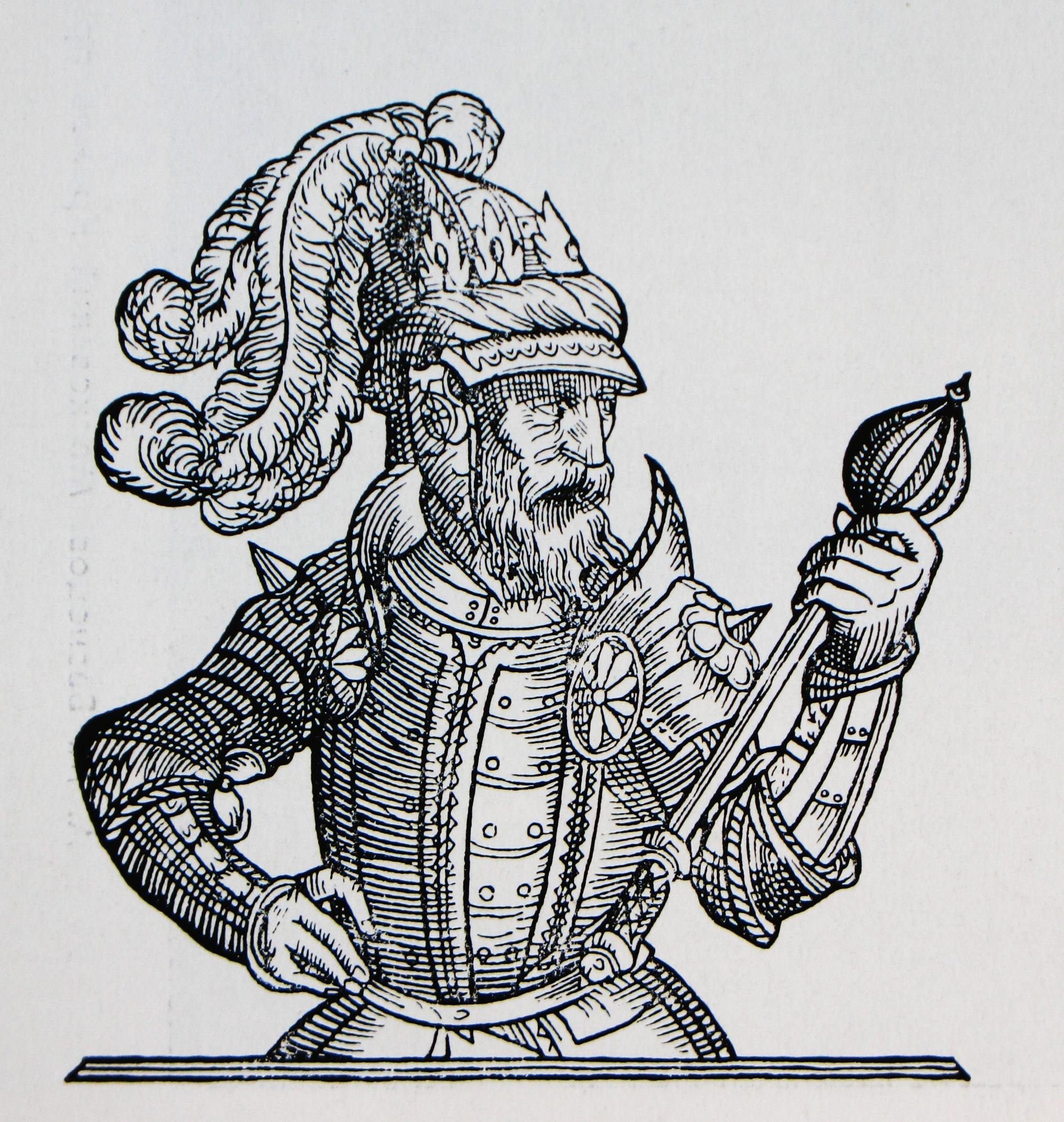
Olgierd 1345–1377
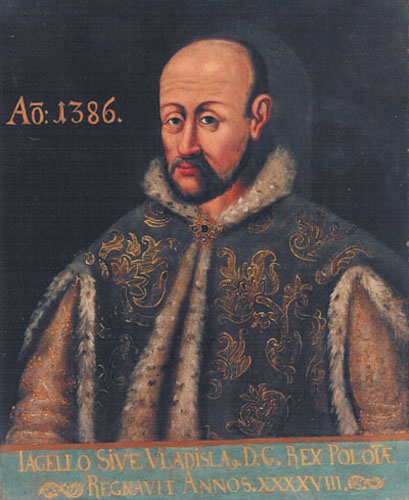
Vladislao II de Polonia 1377–1381, 1382–1392
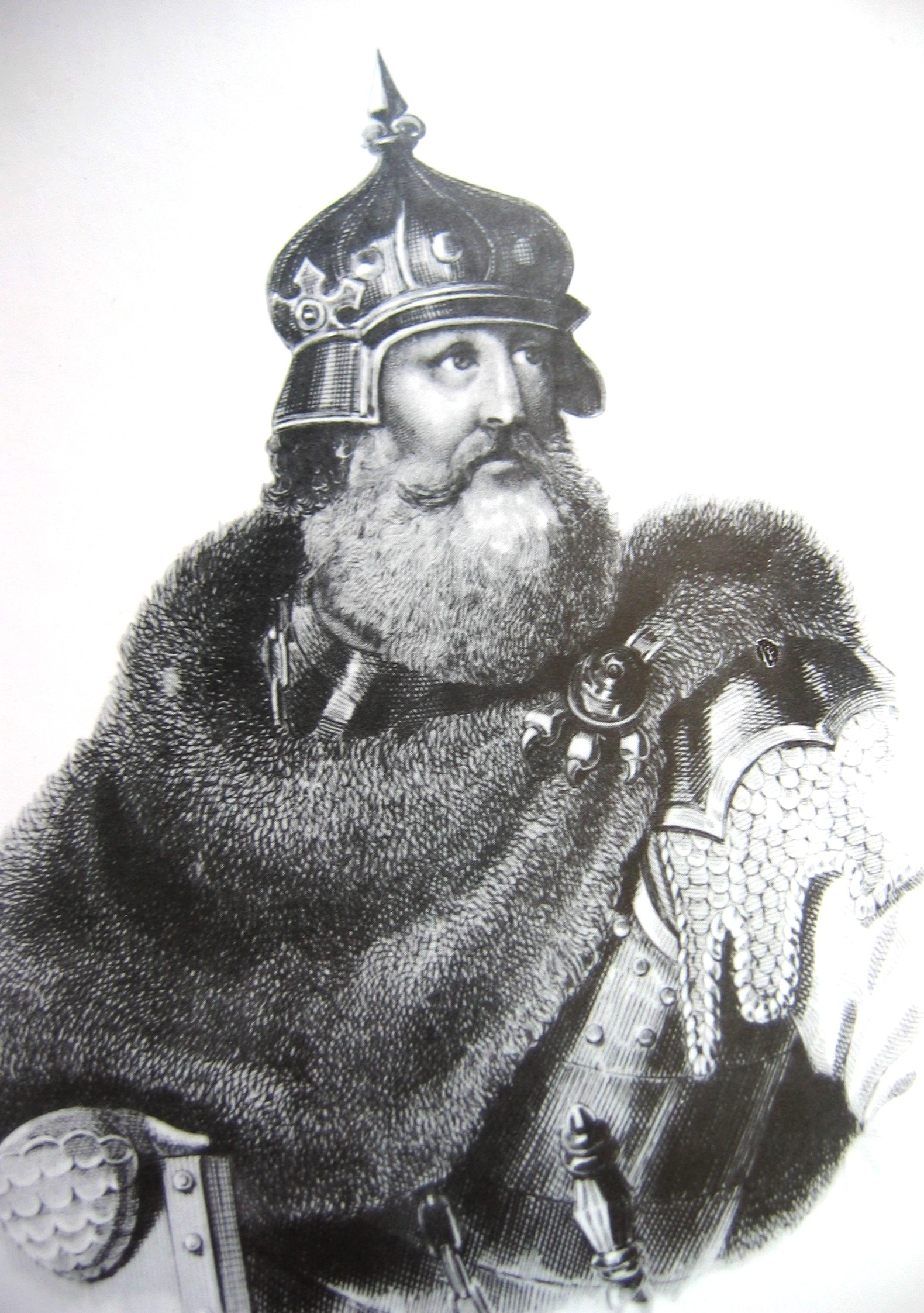
Kęstutis 1381–1382
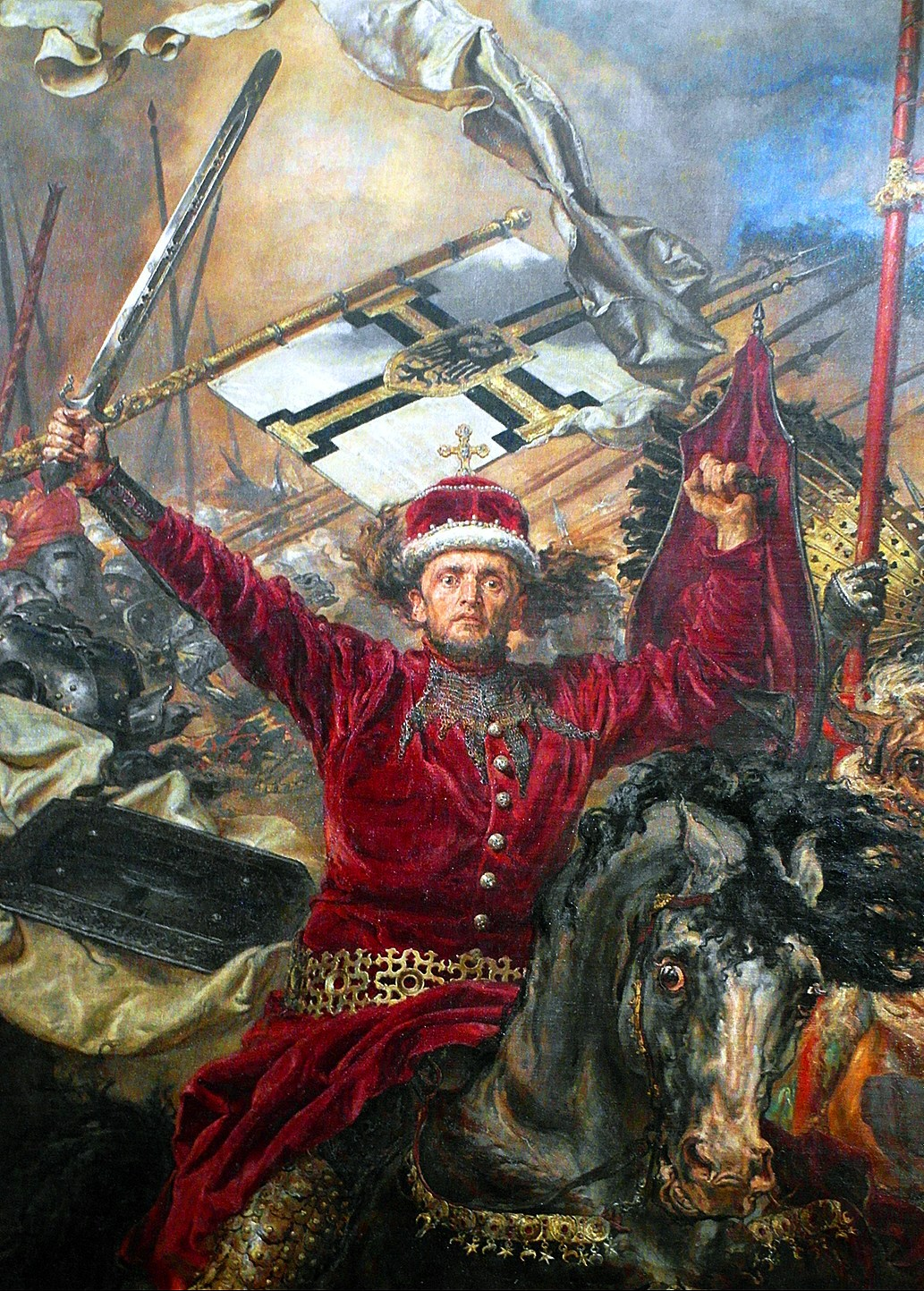
Vitautas 1392–1430
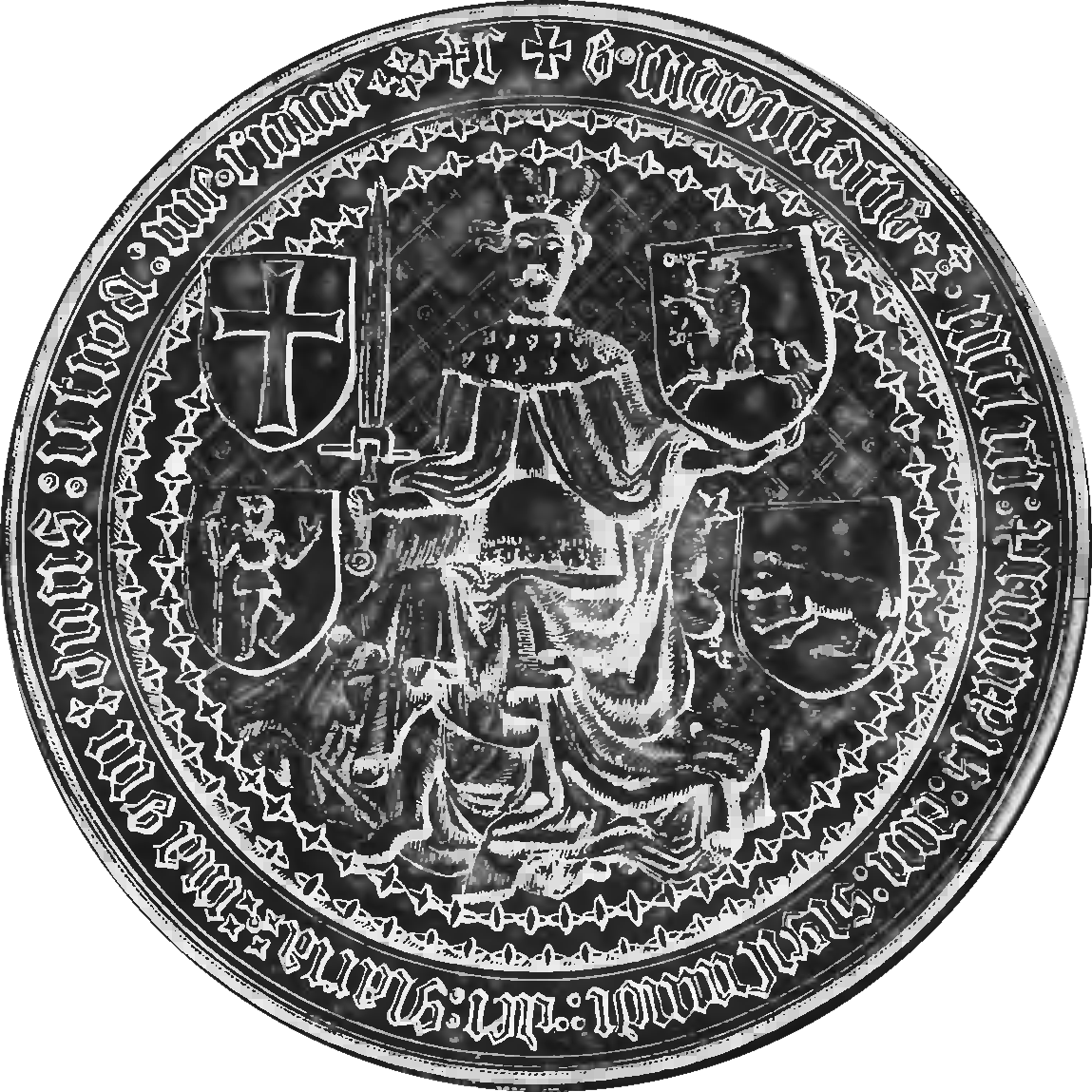
Segismundo I Kęstutaitis 1432–1440
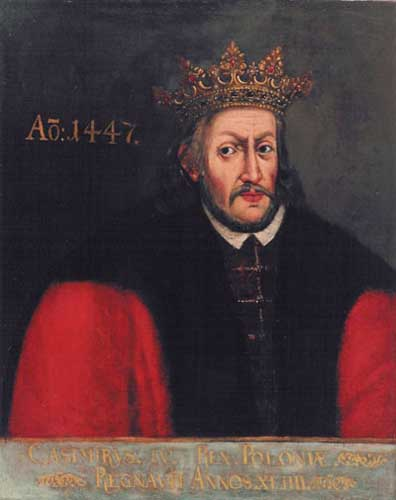
Casimiro IV Jagellón 1440–1492
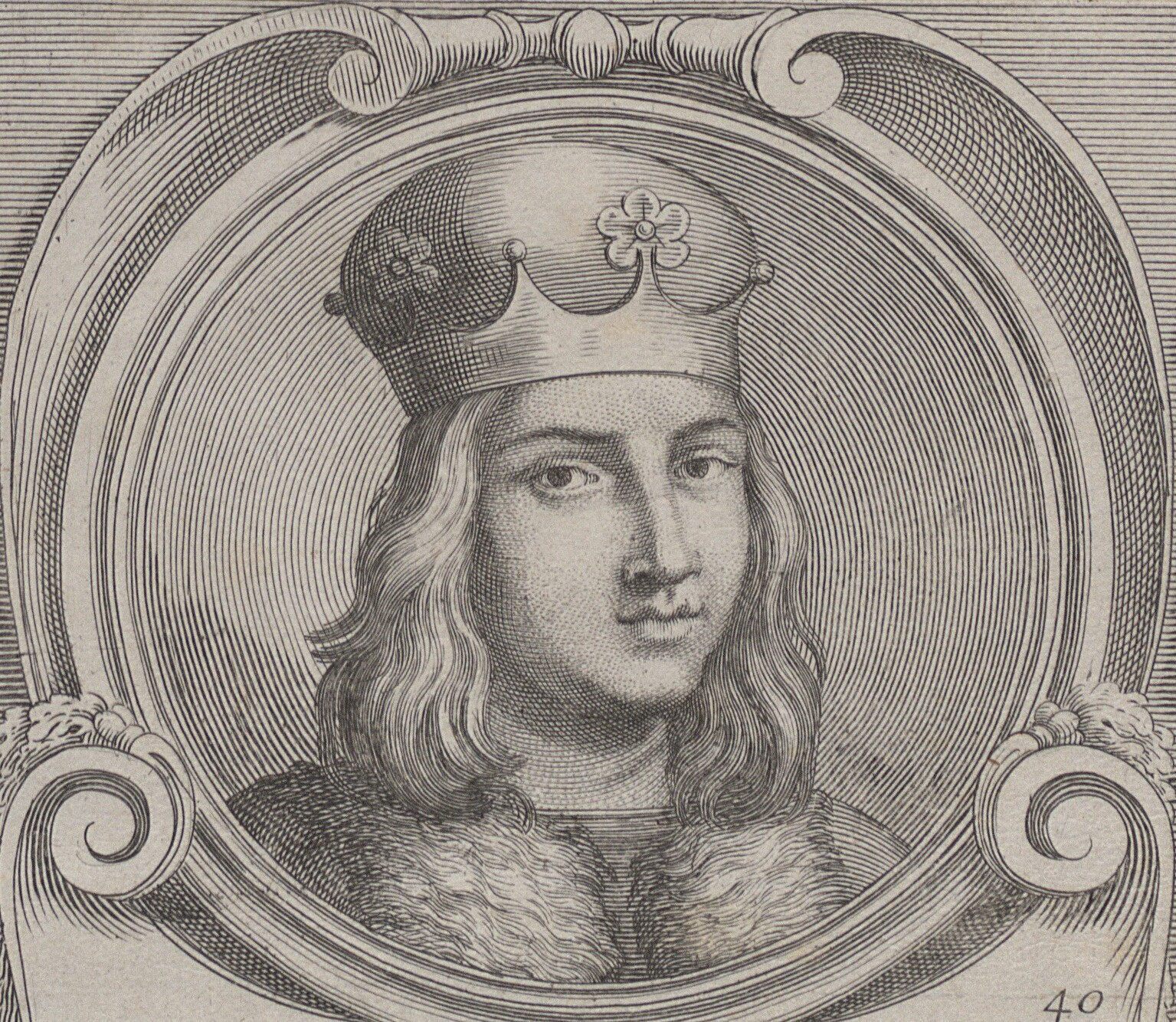
Alejandro I Jagellón 1492 – 1506
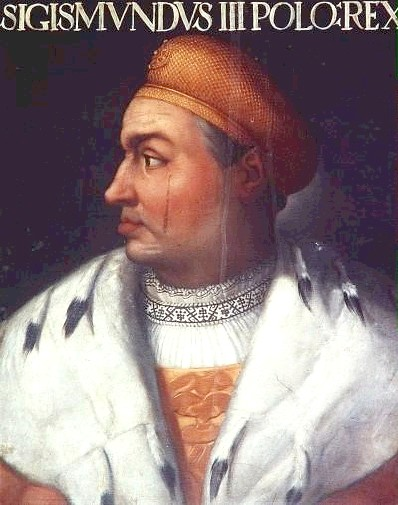
Segismundo I Jagellón el Viejo 1505 – 1548
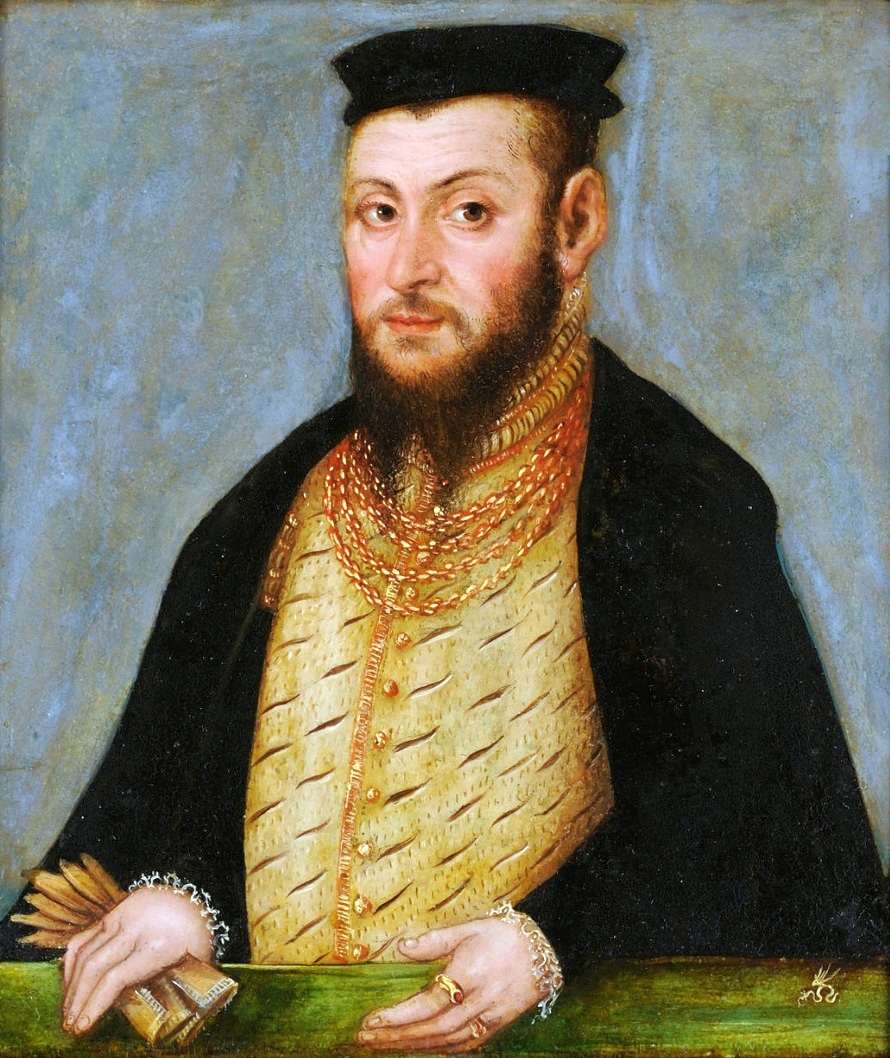
Segismundo II Augusto Jagellón 1545(crowned 1530)–1572
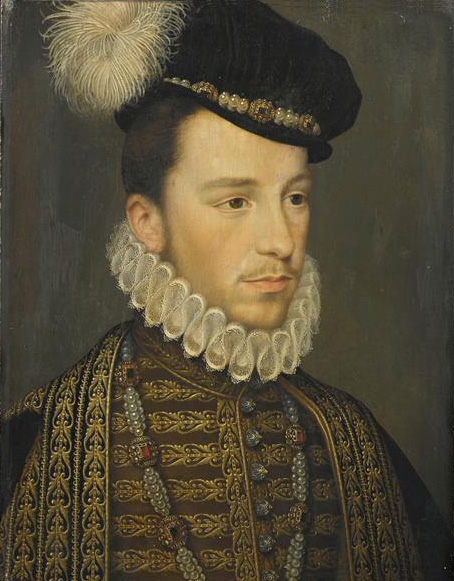
Enrique III de Francia 1573–1574
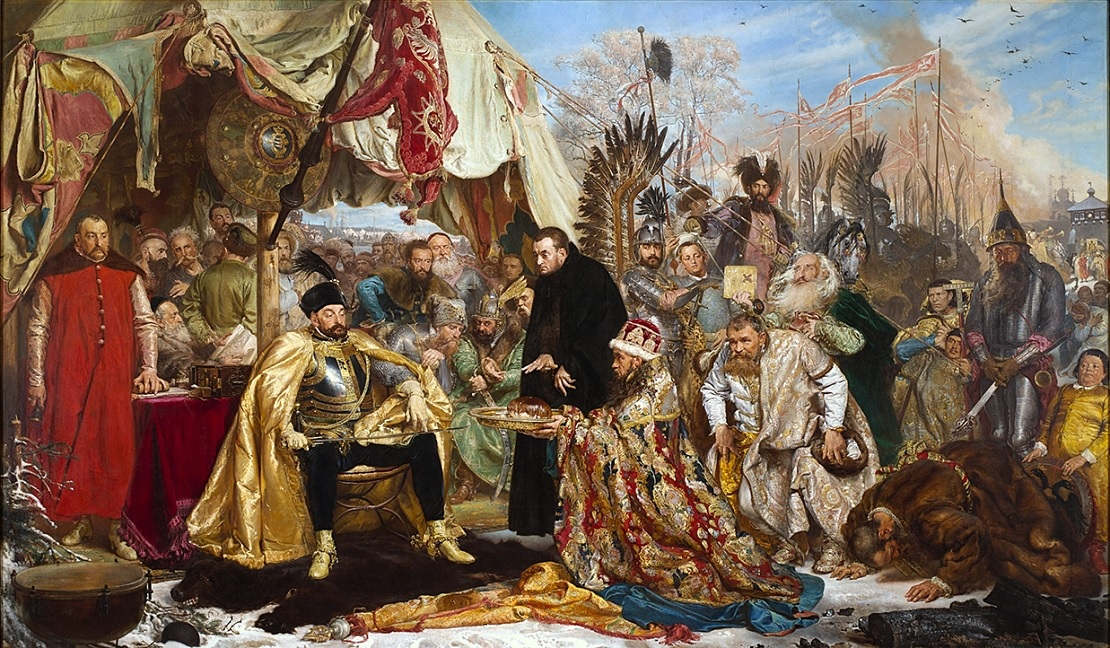
Esteban I Báthory 1576–1586
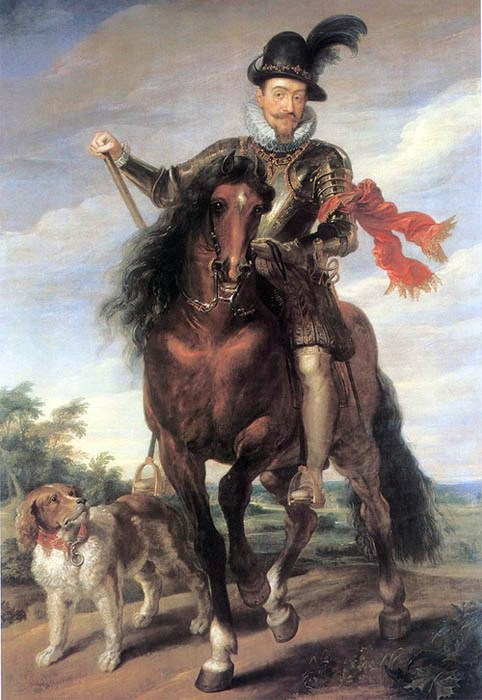
Segismundo III Vasa 1587–1632
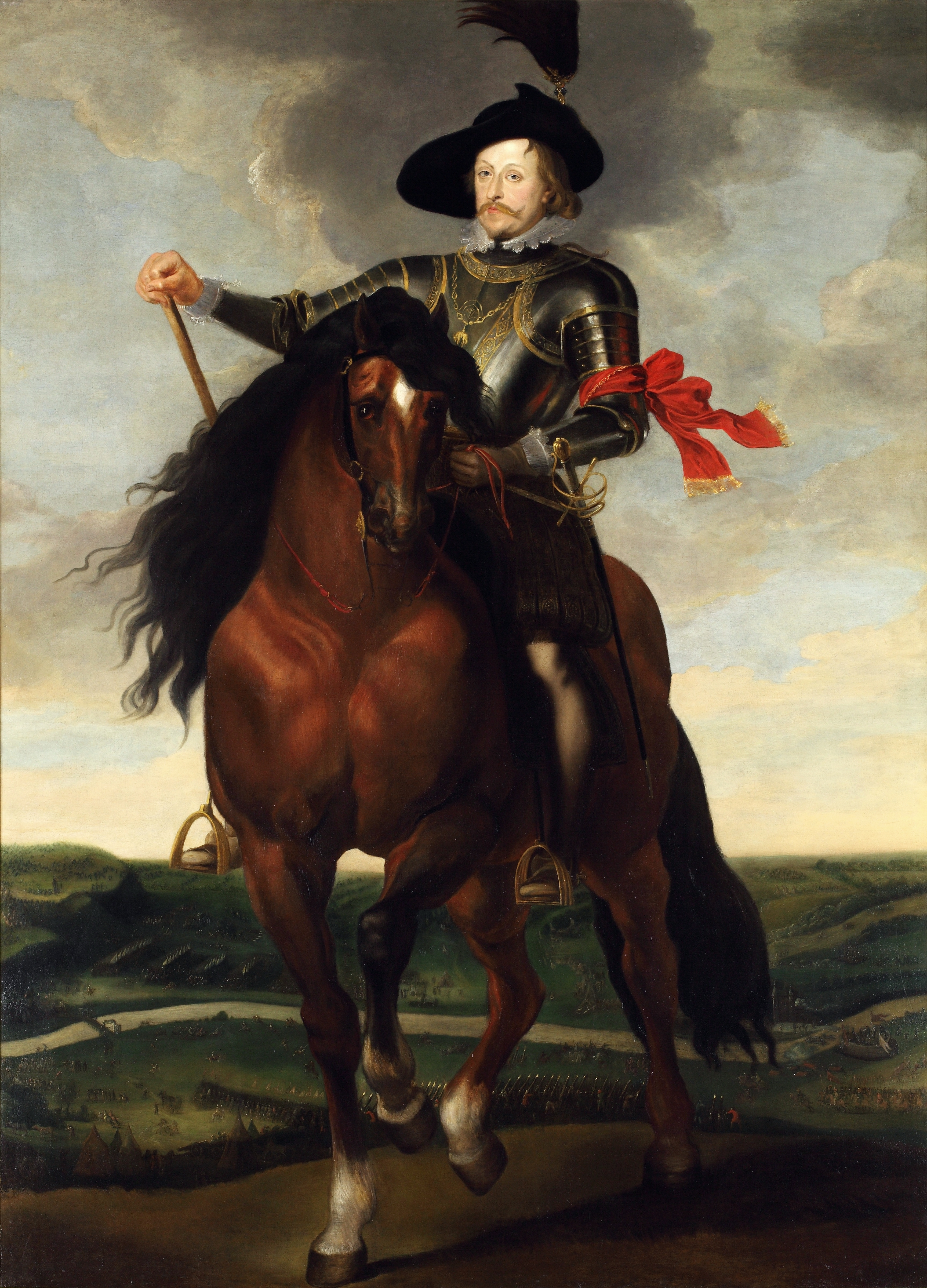
Vladislao IV Vasa 1632–1648
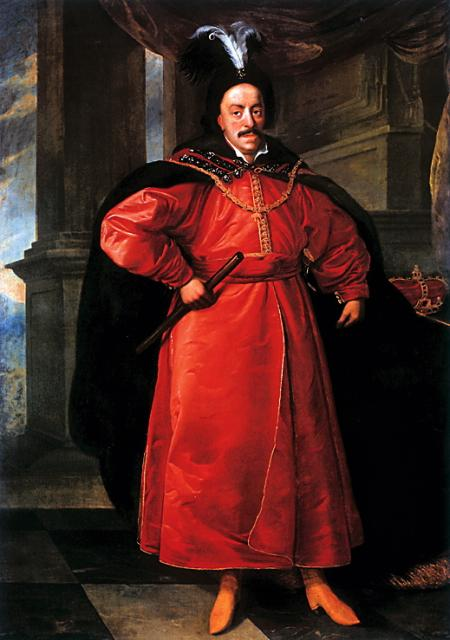
Juan II Casimiro Vasa 1648–1668
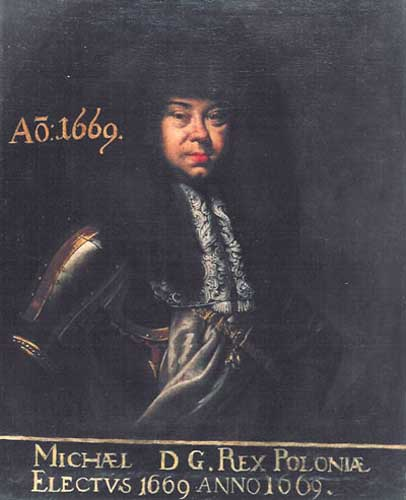
Miguel Korybut Wisniowiecki 1669–1673
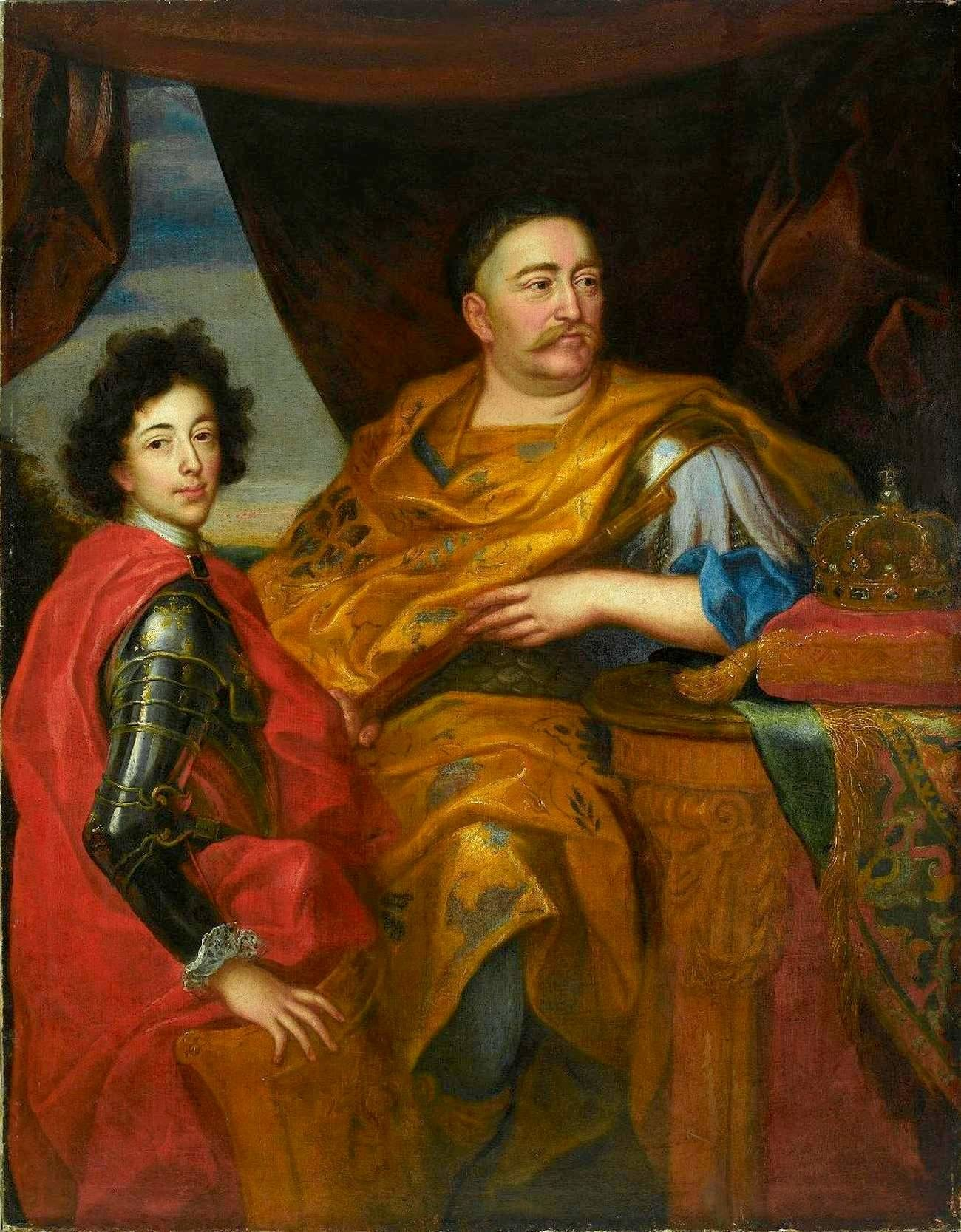
Juan III Sobieski 1674–1696
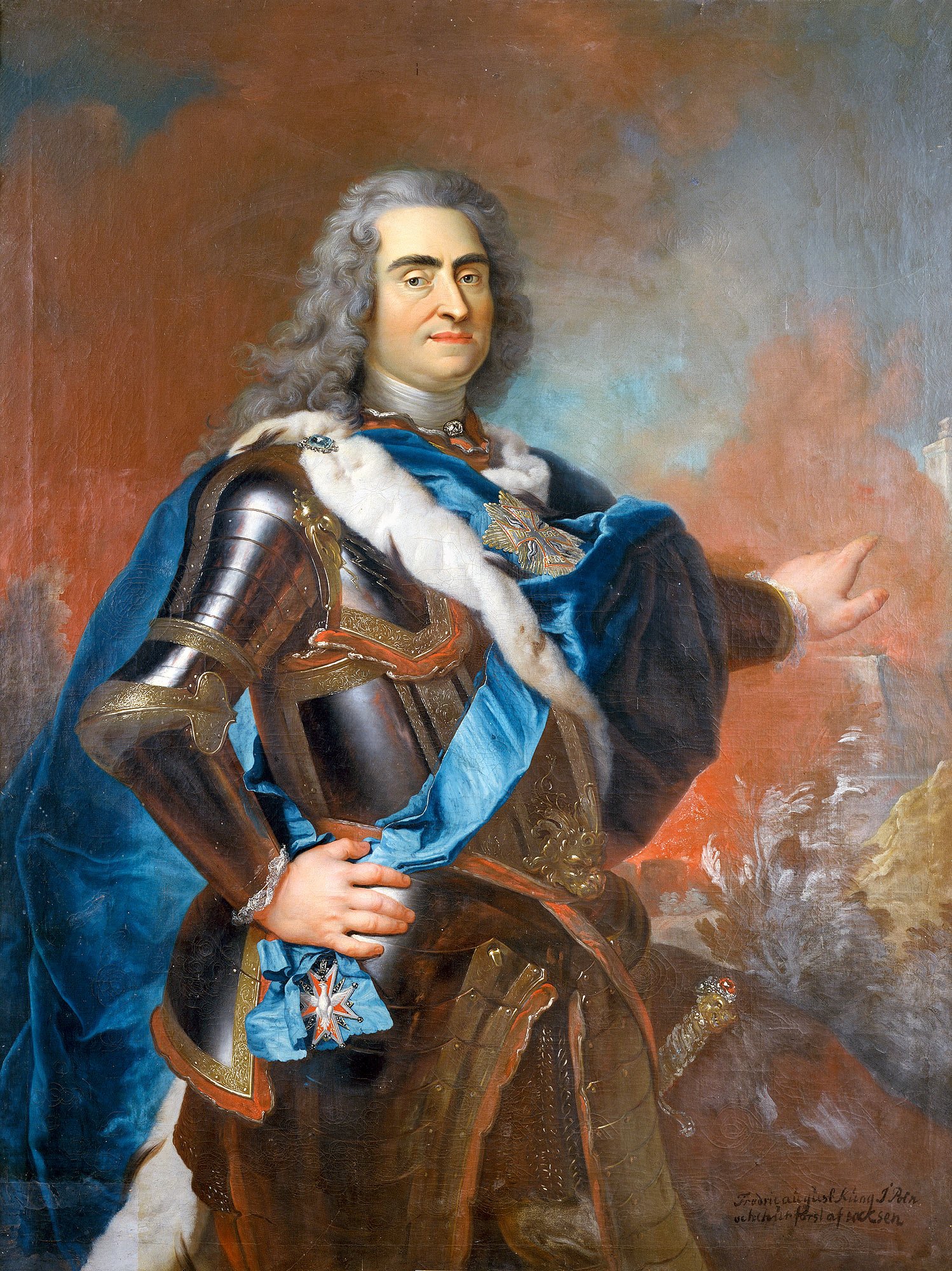
Augusto II de Polonia 1697 – 1706, 1709–1733
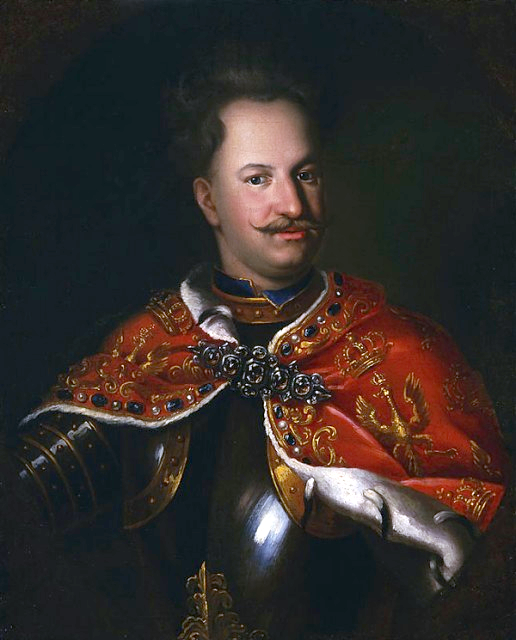
Estanislao I Leszczynski 1704–1709, 1733 – 1736
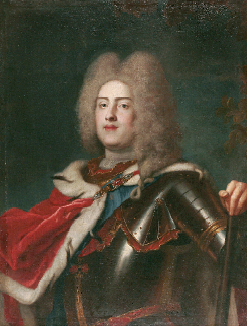
Augusto III de Polonia 1733-1763
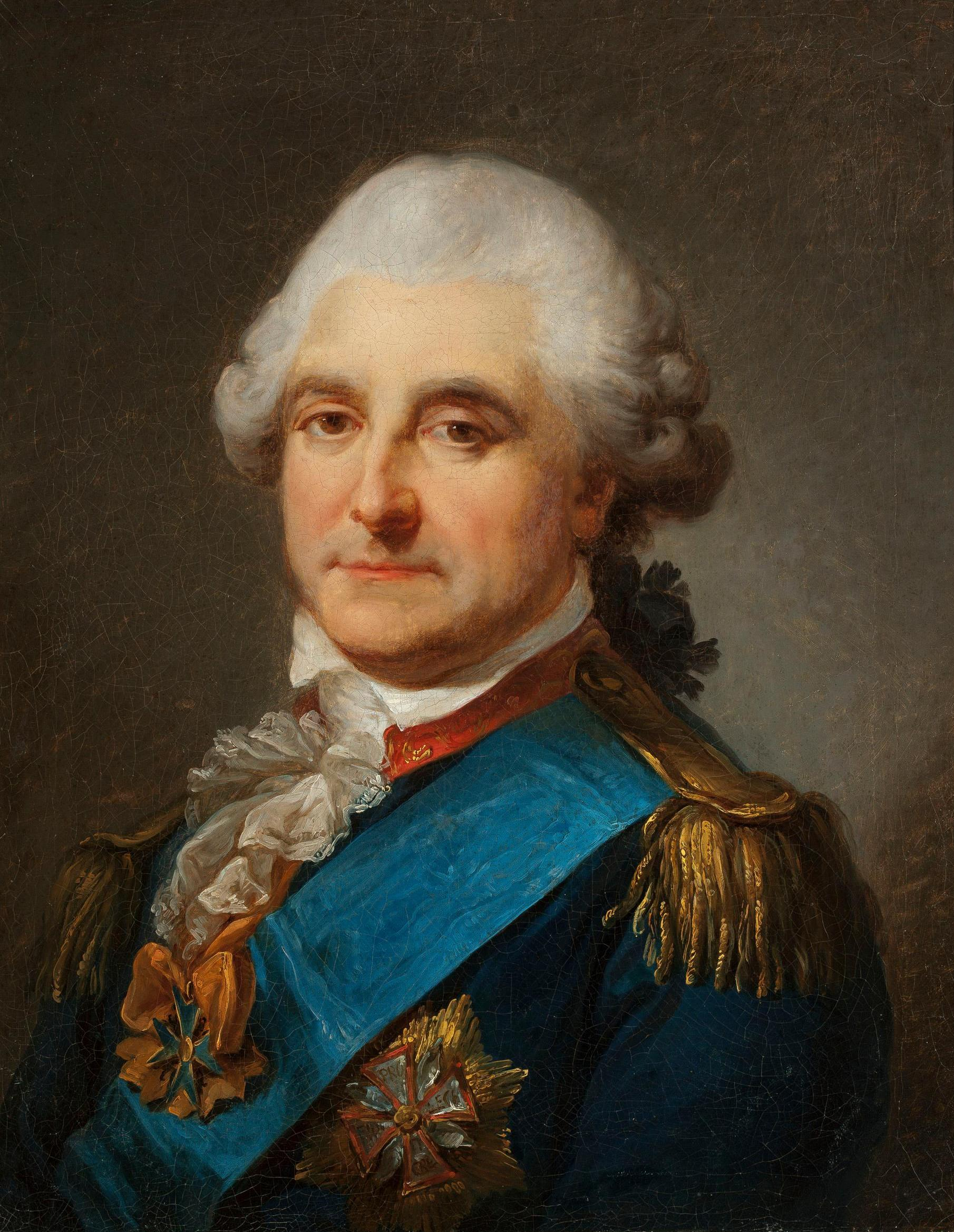
Estanislao II Poniatowski 1764–1795
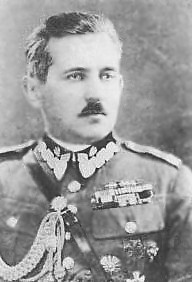
Stanisław Bułak-Bałachowicz 1920
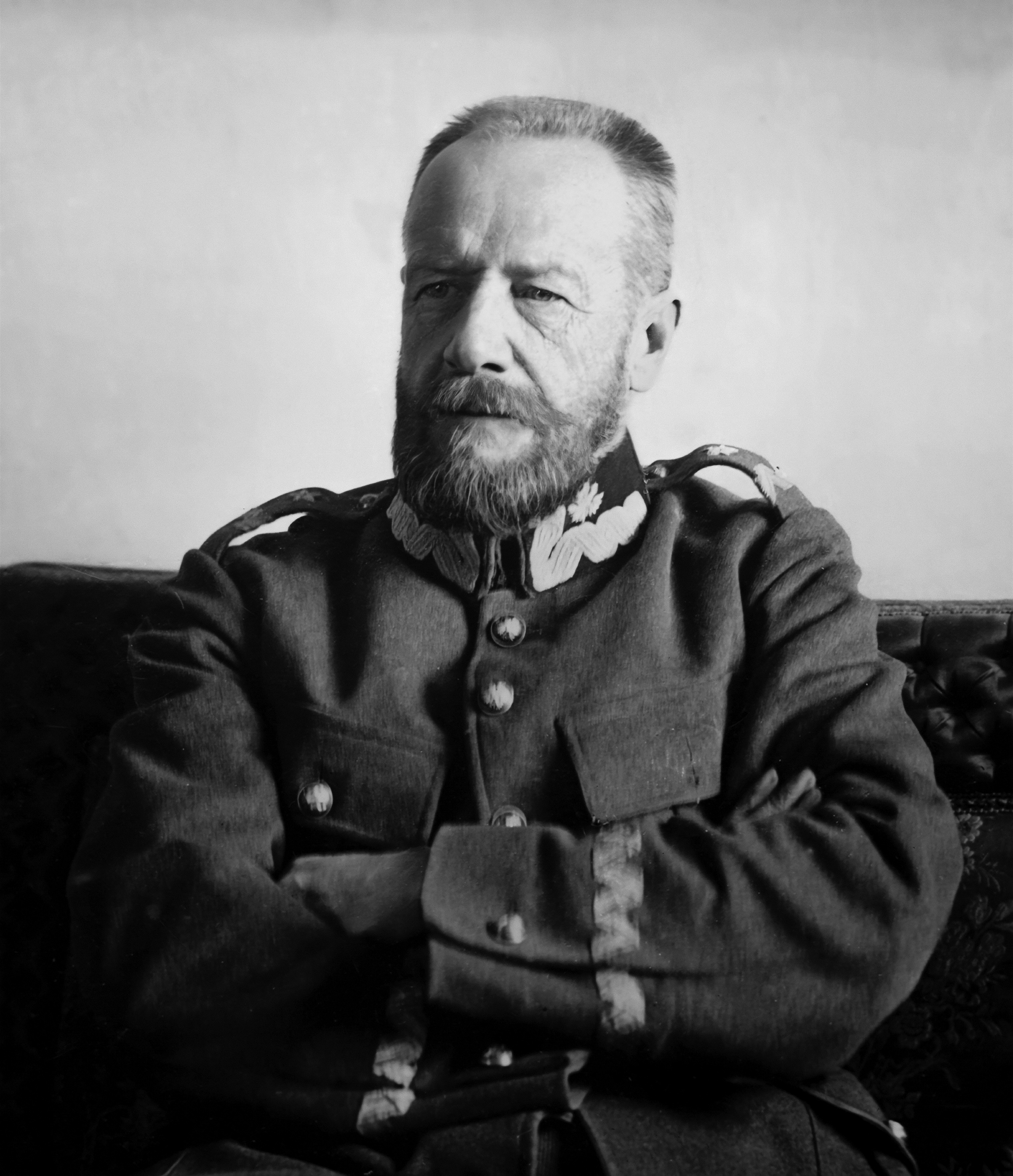
Lucjan Żeligowski 1920-1921
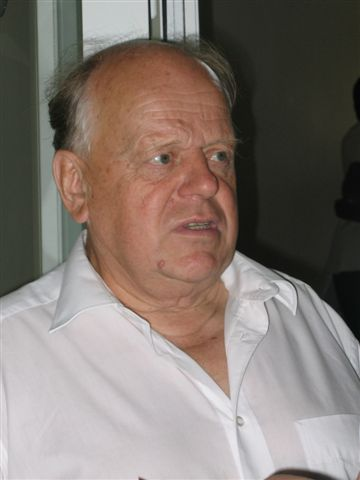
Stanislav Shushkévich1991-1994
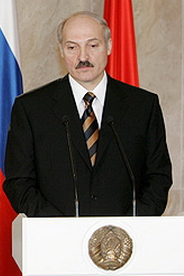
Alaksandar Łukašenka 1994
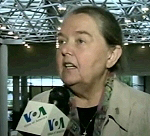
Ivonka Survila 1997